# フラビピン
フラビピン（英：Flavipin）は分子式C9H8O5の光毒性、抗生物質、抗真菌性の代謝物で、真菌のアスペルギルス・フラビぺス、Epicoccum nigrum、Epicoccum andropogonisによって産生される。フラビピンは強力な抗酸化物質でもある。